# Robert Lebel (Bischof)
Robert Lebel (* 8. November 1924 in Trois-Pistoles; † 25. Mai 2015 in Salaberry-de-Valleyfield) war ein kanadischer römisch-katholischer Geistlicher und Bischof von Valleyfield in Kanada. 

## Leben
Robert Lebel empfing am 18. Juni 1950 die Priesterweihe.
Papst Paul VI. ernannte ihn am 11. März 1974 zum Weihbischof in Saint-Jean-de-Québec und Titularbischof von Alinda. Der Bischof von Saint-Jean-de-Québec, Gérard-Marie Coderre, spendete ihm am 12. Mai desselben Jahres die Bischofsweihe; Mitkonsekratoren waren Paul Kardinal Grégoire, Erzbischof von Montréal, und Louis Lévesque, Erzbischof von Rimouski.
Am 26. März 1976 wurde er zum Bischof von Valleyfield ernannt und am 2. Mai desselben Jahres in das Amt eingeführt.
Am 30. Juni 2000 nahm Papst Johannes Paul II. seinen altersbedingten Rücktritt an.